# Карл-Ерік Келер
Карл-Ерік Келер (Кьолер) (нім. Karl-Erik Köhler; 3 грудня 1895, Мангайм — 8 грудня 1958, Райне) — німецький воєначальник, генерал кавалерії вермахту. Кавалер Лицарського хреста Залізного хреста.

## Біографія
Учасник Першої світової війни. Після війни продовжив службу в рейхсвері, був командиром і офіцером генштабу різномантіних частин.
З 30 березня 1943 року - командир 306-ї піхотної дивізії, яка воювала на Східному фронті. З 10 серпня 1944 по 31 березня 1945 року — командир 33-го армійського корпусу, який був частиною окупаційних військ у Центральній Норвегії. З 1 квітня по 8 травня 1945 року — командир 20-го армійського корпусу.

## Звання
- Фанен-юнкер (2 серпня 1914)
- Фенріх (18 червня 1915)
- Лейтенант (30 листопада 1915)
- Обер-лейтенант (1 квітня 1925)
- Ротмістр (1 квітня 1930)
- Майор генштабу (1 листопада 1935)
- Оберст-лейтенант генштабу (1 серпня 1938)

- Оберст генштабу (1 серпня 1940)
- Генерал-майор (1 квітня 1942)
- Генерал-лейтенант (1 червня 1943)
- Генерал кавалерії (9 листопада 1944)

## Нагороди

### Перша світова війна
- Залізний хрест 2-го і 1-го класу
- Рятувальна медаль
- Ганзейський Хрест (Гамбург)
- Лицар 2-го класу ордена Церінгенського лева з мечами
- Нагрудний знак «За поранення» в чорному

### Міжвоєнний період
- Почесний хрест ветерана війни з мечами
- Медаль «За вислугу років у Вермахті» 4-го, 3-го, 2-го і 1-го класу (25 років)
- Медаль «У пам'ять 1 жовтня 1938» із застібкою «Празький град»

### Друга світова війна
- Застібка до Залізного хреста 2-го і 1-го класу
- Медаль «За зимову кампанію на Сході 1941/42»
- Німецький хрест в золоті (4 лютого 1944)
- Лицарський хрест Залізного хреста (4 травня 1944)